# جو هيويت
جو هيويت (بالإنجليزية: Joe Hewitt)‏ هو طيار أسترالي، ولد في 13 أبريل 1901 في Tylden, Victoria ‏ في أستراليا، وتوفي في 1 نوفمبر 1985.